# Everytime
"Everytime" is de derde single van het album In The Zone van popzangeres Britney Spears. Dit nummer werd haar zevende top 20-hit in de Verenigde Staten en haar 5e nummer 1-hit in het Verenigd Koninkrijk.
Het nummer gaat over een meisje dat te maken krijgt met verlies van haar geliefde. Het lied is een pianoballade met een jachtgevoel. Van de songtekst: "Everytime I try to fly I fall without my wings. I feel so small, I guess I need you, baby" wordt gezegd dat Britney het heeft over haar breuk met zanger Justin Timberlake.
| Everytime in de Nederlandse Top 40 | Everytime in de Nederlandse Top 40 | Everytime in de Nederlandse Top 40 | Everytime in de Nederlandse Top 40 | Everytime in de Nederlandse Top 40 | Everytime in de Nederlandse Top 40 | Everytime in de Nederlandse Top 40 | Everytime in de Nederlandse Top 40 | Everytime in de Nederlandse Top 40 | Everytime in de Nederlandse Top 40 | Everytime in de Nederlandse Top 40 | Everytime in de Nederlandse Top 40 | Everytime in de Nederlandse Top 40 |
| Week                               | 01                                 | 02                                 | 03                                 | 04                                 | 05                                 | 06                                 | 07                                 | 08                                 | 09                                 | 10                                 | 11                                 | 12                                 |
| ---------------------------------- | ---------------------------------- | ---------------------------------- | ---------------------------------- | ---------------------------------- | ---------------------------------- | ---------------------------------- | ---------------------------------- | ---------------------------------- | ---------------------------------- | ---------------------------------- | ---------------------------------- | ---------------------------------- |
| Positie                            | 35                                 | 14                                 | 3                                  | 3                                  | 4                                  | 7                                  | 11                                 | 21                                 | 28                                 | 36                                 | 39                                 | uit                                |

## Hitlijsten
| Jaar | Hitlijst                                 | Hoogste positie |
| ---- | ---------------------------------------- | --------------- |
| 2004 | U.S. Billboard Hot 100                   | 15              |
| 2004 | U.S. Billboard Hot 100 Airplay           | 16              |
| 2004 | U.S. Billboard Hot 100 Singles Sales     | -               |
| 2004 | U.S. Billboard Hot Dance Music/Club Play | 17              |
| 2004 | U.S. Billboard Hot Dance Radio Airplay   | 4               |
| 2004 | U.S. Billboard Hot Dance Singles Sales   | 23              |
| 2004 | U.S. Billboard Hot Digital Tracks        | 7               |
| 2004 | U.S. Billboard Top 40 Tracks             | 7               |
| 2004 | U.S. Billboard Mainstream Top 40         | 4               |
| 2004 | Nederlands Top 40                        | 3               |
| 2004 | U.S. Billboard Adult Top 40              | 25              |
| 2004 | World Chart Show                         | 1 (4 weken)     |
| 2004 | Canadian Billboard Top 100               | 2               |
| 2004 | Brazil Top 100                           | 16              |
| 2004 | U.K. Top 40                              | 1 (1 week)      |
| 2004 | German Top 100                           | 4               |
| 2004 | France Top 100                           | 2               |
| 2004 | Sweden Top 60                            | 3               |
| 2004 | Switzerland Top 100                      | 6               |
| 2004 | Ireland Top 50                           | 1 (5 weken)     |
| 2004 | Austria Top 75                           | 4               |
| 2004 | 'Tokio Hot 100'                          | 60              |
| 2004 | Australian ARIA Top 50                   | 1 (1 week)      |
| 2004 | Philippines Top 20                       | 1               |